# Nototriche cinerea
Nototriche cinerea är en malvaväxtart som beskrevs av Arthur William Hill. Nototriche cinerea ingår i släktet Nototriche och familjen malvaväxter. Inga underarter finns listade i Catalogue of Life.